# Lazare Sehoueto
Lazare Maurice Sehoueto, né le 18 avril 1963 à Zogbodomey est un homme politique béninois. 
De 2016 à 2017, il est ministre de l'Industrie, du Commerce et de l'Artisanat du Bénin.

## Biographie
Lazare Maurice Sehoueto est père d'une famille de trois enfants. Il fit ses études au Bénin puis en Allemagne où il décroche un doctorat d'État en sociologie d'avril 1990 à mars 1996. Professeur certifié de philosophie puis professeur de sociologie à l'Université nationale du Bénin à partir de 1997.

### Vie associative
Il a créé l'Institut Kilimandjaro (IK).

### Vie politique
Lazare Maurice Sehoueto s'est engagé très tôt dans la politique à l'âge de 14 ans. Il décida de créer en décembre 1988 un mouvement politique dénommé Mouvement pour une alternative populaire (MAP). Il représentera ce parti politique à la conférence des forces vives de la nation en février 1990. Il a été désigné comme Directeur adjoint de campagne et porte parole du candidat Mathieu Kerekou pour les élections présidentielles de mars 2001. Cela lui a valu d'être nommé successivement Ministre du Commerce et des Petites et Moyennes Entreprises puis Ministre de l'Agriculture, de l'Élevage et de la Pêche.
À partir de 2004, alors qu'il était Ministre de l'Agriculture, lui et les militants de son parti s'insurgent contre les différentes tentatives de révision de la Constitution béninoise visant à maintenir le président Mathieu Kerekou au pouvoir. Ce dernier le sort de son gouvernement à la suite d'un remaniement en février 2005. Dans la même année, le MAP s'allie à d'autres partis et mouvements politiques pour créer l'Alliance Force Clé dont il sera élu 1er président au congrès constitutif deu 26 février 2005. Son parti le désigne pour être le candidat de Force Clé aux élections présidentielles de mars 2006. Il fait un score honorable en arrivant 6e après Boni Yayi, Adrien Houngbédji, Bruno Amoussou, Léhady Soglo et Kolawolé IDJI. Il appela ses militants à voter pour le candidat Boni Yayi avec la phrase célèbre "nous avons compris le message du peuple même si le peuple se trompe". En 2007, il est élu député (dans la 24e circonscription électorale, département du Zou : son fief) avec trois autres militants de son parti à savoir : Éric Houndété, Désiré Vodonou, Judes Lodjou.